# Колычев, Иван Фёдорович Крюк
Иван Фёдорович Крюк Колычев (ум. 1608) — русский государственный и военный деятель, опричник, воевода, окольничий, боярин и дворецкий, сын Фёдора Ивановича Колычева. Братья — Андрей и Захарий Фёдоровичи Колычевы, погибли во время Московского осадного сидения.

## Биография
Входил в состав опричнины. В 1573 году имел оклад 35 рублей. В 1580 году Иван Фёдорович Крюк Колычев был назначен воеводой в Старой Руссе. В 1585 году получил чин окольничего.
В 1587 году во время борьбы Бориса Годунова с князьями Шуйскими их сторонник окольничий Иван Крюк Колычев был выслан из столицы в Нижний Новгород, где его заключили в тюрьму. В правления Бориса Фёдоровича Годунова (1598—1605) Иван Фёдорович Крюк Колычев был не у дел. В 1605 году Лжедмитрий I вызвал его к царскому двору в Москву.
В 1606 году новый царь Василий Иванович Шуйский назначил Ивана Фёдоровича Крюка Колычева полковым воеводой. Под командованием талантливого военачальника князя Михаила Васильевича Скопина-Шуйского сражался против болотниковцев. В декабре 1606 года был пожалован в бояре и дворецкие.
Осенью 1607 года боярин Иван Фёдорович Крюк Колычев участвовал о осаде и взятии царской армией Тулы, где были взяты в плен повстанческие вожди Иван Болотников и Лжепетр.
В 1608 году дворецкий Иван Федорович Крюк Колычев был вторым дружкой на свадьбе царя с Марией, в том же году был обвинен в организации заговора против царя Василия Шуйского. По доносу его арестовали, допрашивали и пытали. По царскому приказу И. Ф. Крюк Колычев был казнен в 1609 году на Лобном месте в Москве.

## Семья
Иван Фёдорович Крюк Колычев был женат на княжне Анне Андреевне Голицыной (ум. 1653), дочери князя Андрея Ивановича Скурихи Голицына (ум. 1607). Дети: Дмитрий Иванович Колычев.